# 大矢野町
大矢野町（おおやのまち）は、熊本県の天草諸島北部にあった町。天草郡に属した。大矢野島・湯島など大小18島から構成されていた。
2004年3月31日、姫戸町、松島町、龍ヶ岳町と新設合併し上天草市となった。

## 地理
熊本県の天草諸島の北部に位置し、5つの有人島と13の無人島で構成されていた。町の一部が雲仙天草国立公園に指定されている。
北東を三角瀬戸に架かる天門橋で宇土半島の宇土郡三角町（現・宇城市）と結び、南を満越瀬戸に架かる大矢野橋で旧松島町の永浦島と連絡するので「天草の玄関口」と呼ばれていた。
- 島嶼：大矢野島・湯島・維和島・野釜島

## 沿革
- 1954年（昭和29年）4月1日 - 登立町、維和村、湯島村・上村、中村が合併し、天草郡大矢野町が発足。
- 2004年（平成16年）3月31日 - 龍ヶ岳町、松島町、姫戸町と合併し上天草市になる。

## 行政

### 町章
公募により、当時、福岡県福岡市に在住している男性の作品が1982年3月31日制定された。

## 教育

### 高等学校
- 大矢野高等学校【現熊本県立上天草高等学校】

### 中学校
- 大矢野町立湯島中学校
- 大矢野町立大矢野中学校
- 大矢野町立維和中学校

### 小学校
- 大矢野町立登立小学校
- 大矢野町立中南小学校
- 大矢野町立中北小学校
- 大矢野町立上小学校
- 大矢野町立上北小学校
- 大矢野町立湯島小学校
- 大矢野町立維和小学校

## 交通

### 道路
一般国道
- 国道266号（天草パールライン）

一般県道
- 熊本県道107号満越城本線

### 船舶
- 三角 - 湯島
- 江樋戸 - 湯島

## 名所・旧跡・観光スポット・祭事・催事
- 天草四郎メモリアルホール
- スパ・タラソ天草

## 出身著名人
- 竹添進一郎（外交官、漢学者）
- 山内孝徳（元プロ野球選手、野球解説者・タレント）
- マッハ文朱（元女子プロレスラー、女優・タレント）
- 4代目三遊亭圓左（落語家）
- 小幡真子 日本のバレーボール選手。V.LEAGUE Division1のJTマーヴェラスに所属している